# Aleuroplatus cadabae
Aleuroplatus cadabae là một loài côn trùng cánh nửa trong họ Aleyrodidae, phân họ Aleyrodinae.
Aleuroplatus cadabae được Priesner & Hosny miêu tả khoa học đầu tiên năm 1934.